# 索容
索容（法語：Saujon，法語發音：[soʒɔ̃]）是法国滨海夏朗德省的一个市镇，位于该省西南部，属于桑特区。

## 地理
索容（45°40'17"N, 0°55'40"W）面积18.07 平方千米，位于法国新阿基坦大区滨海夏朗德省，该省份为法国西部滨海省份，北起旺代省，西临大西洋，南至吉倫特省，东南接多爾多涅省，东北接德塞夫勒省接壤，东临夏朗德省。
与索容接壤的市镇（或旧市镇、城区）包括：勒谢、莱吉耶、勒加、梅迪、萨布隆索、圣罗曼德伯内、圣叙尔皮斯-德鲁瓦扬。

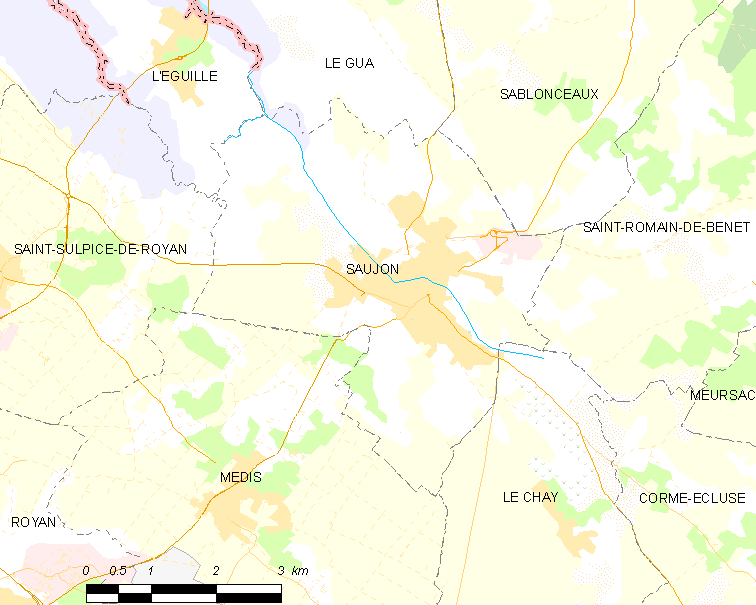
索容的OSM定位图

索容的时区为UTC+01:00、UTC+02:00（夏令时）。

## 行政
索容的邮政编码为17600，INSEE市镇编码为17421。

## 政治
索容所属的省级选区为索容县。

## 人口

1962-2008年间索容人口变化图示

索容于2022年1月1日时的人口数量为7314人。